# Sarah Sze
Sarah Sze (* 1969 in Boston, Massachusetts, USA) ist eine US-amerikanische Bildhauerin und Installationskünstlerin.

## Leben
Sze, die chinesische Vorfahren hat, besuchte bis 1987 die Milton Academy in Milton (Massachusetts). Anschließend schloss sie 1991 an der Yale University summa cum laude mit dem Bachelor of Arts ab. 1997 wurde sie Master of Fine Arts an der School of Visual Arts in New York City. 2013 wurde sie beauftragt, den Pavillon der USA auf der 55. Biennale di Venezia mit ihren Kunstwerken zu verschönen und war somit die offizielle Repräsentantin ihres Heimatlandes auf der Ausstellung.
Szes Arbeiten, die sie mit ihren eigenen Händen ausführt, sind Kombinationen verschiedener Materialien wie z. B. Gegenstände des täglichen Lebens. Dabei scheinen diese als Konstruktionen der Erdanziehung zu trotzen oder sie streben im Zick-Zack in die Höhen der jeweiligen Galerien. In den Jahren 2011 bis 2012 installierte sie auf der High Line im Chelsea Bezirk von Manhattan die Arbeit Still Life with Landscape (Model for a Habitat). Mit Fertigstellung der Untergrund-Bahnstation an der 96. Straße im Rahmen der neuen Second Avenue Subway in Manhattan werden dort von ihr gefertigte Fliesen dauerhaft zu sehen sein.
Sze ist mit dem Schriftsteller und Pulitzerpreisträger Siddhartha Mukherjee verheiratet. Das Paar lebt mit seinen zwei Töchtern in New York City. Dort lehrt sie an der School of the Arts der Columbia University.

## Preise und Auszeichnungen
- 1996: School of Visual Arts Graduate Fellowship.
- 2002: Atelier Calder Residency, Saché, Frankreich.
- 2003 bis 2008: MacArthur Fellow der John D. and Catherine T. MacArthur Foundation.
- 2012: Cultural Leadership Award der American Federation of Arts.
- 2012 bis 2013: Repräsentant der USA bei der 55. Biennale di Venezia.
- 2013: Wahl zum Mitglied (NA) der National Academy of Design[1]
- 2018: Wahl zum Mitglied der American Academy of Arts and Letters[2]
- 2020: Wahl zum Mitglied der American Academy of Arts and Sciences

## Lehrverpflichtungen
- 1998: Gastdozentin für den Bereich Überschneidungen von Kunst und Architektur an der Yale University
- 1999–2002: Dozentin im Master of Fine Arts Programm der School of Visual Arts, Manhattan, New York City
- 2002–2004: Dozentin an der School of the Arts der Columbia University, Manhattan, New York City
- 2005–2008: Außerordentliche Professorin (Adjunct Professor) an der School of the Arts der Columbia University, Manhattan, New York City
- seit 2009: Ordentliche Professorin an der School of the Arts der Columbia University, Manhattan, New York City

## Ausstellungen
- 1997: Sarah Sze, White Columns, Manhattan, New York City, USA.
- 1999: Sarah Sze in der Fondation Cartier pour l'art contemporain in Paris.
- 1999: Sarah Sze, Museum of Contemporary Art (Chicago), Chicago, Illinois, USA.
- 1999: Sarah Sze: Still Life with Flowers, Galerie für Zeitgenössische Kunst, Leipzig.
- 2002: Permanente Installation Grow or Die im Walker Art Center, Minneapolis, Minnesota, USA.
- 2004: Permanente Installation Blue Poles im Sydney-Pacific Graduate Dormitory, Massachusetts Institute of Technology (MIT), Cambridge (Massachusetts) Massachusetts, USA.
- 2005: Permanente Installation in der Seattle Opera, Seattle, Washington (Bundesstaat), USA.
- 2011: Sarah Sze: Infinite Line, Asia Society, New York City, USA.
- 2013: Triple Point, Amerikanischer Pavillon, Biennale di Venezia.
- 2015: All The Worlds Futures. Biennale di Venezia.